# Alberich Józef Siwek
Alberich Józef Siwek (15. května 1920, Trojanowice, Polsko – 12. prosince 2008, Wąchock, Polsko) byl cisterciácký mnich, kněz, opat polského kláštera Wachock. V letech 1996–2007 byl opatem-administrátorem kláštera Vyšší Brod.

## Život
Narodil se v Trojanowicích v Polsku. Dne 12. září 1940 složil řeholní sliby v cisterciáckém klášteře Mogiła. V roce 1946 byl vysvěcen na kněze a následně působil v Henrykówě. V roce 1951 začal působit ve Wąchocku. V letech 1953–1960 postupně působil v Rakousku, Švýcarsku a Německu.
Dne 14. září 1989 byl zvolen opatem ve Wąchocku, a 2. prosince téhož roku mu radomský biskup Edward Materski udělil opatskou benedikci. Opatskou funkci vykonával do roku 1996, kdy rezignoval, a odešel jako opat-administrátor do Vyššího Brodu. Zde působil do května roku 2007. Zasloužil se o rekonstrukci tohoto kláštera. Jeho nástupcem je konventuální převor Justin Berka.
V roce 2007 se vrátil do Wąchocku, kde strávil poslední část života. Zemřel po amputaci nohy 12. prosince 2008. Dne 17. prosince téhož roku byl ve Wąchocku pohřben do opatské hrobky.